# Actinoporus elegans
Actinoporus elegans is een zeeanemonensoort uit de familie Aurelianiidae. Actinoporus elegans werd in 1850 voor het eerst wetenschappelijk beschreven door Édouard Placide Duchassaing de Fontbressin. Deze soort kan een hoge mate van kleurvariabiliteit vertonen, van blauw tot wit tot bijna transparant. 

## Beschrijving
De kolom is glad en gestructureerd nabij de boven- en onderkant, groeit tot maximaal 15 cm hoog en met een diameter van ongeveer 5 cm. De basis, ongeveer dezelfde diameter als de kolom, is diep begraven in het substraat. De mondschijf is plat en ook ongeveer dezelfde diameter als de kolom. Hoewel het oppervlak van de mondschijf wordt verborgen door tentakels aan de randen, is er een klein blootgesteld gebied in het midden waar de afstand tussen hen groter is. Zowel de basis als de kolom zijn meestal wit met enkele heldere gebieden. In de buurt van de mondschijf kunnen de ribbels een doorschijnende bruine kleur hebben. Deze doorschijnendheid is te wijten aan de dunheid van de basis- en kolomwanden.
De tentakels zijn kort en wratachtige, welke bijna niet te zien zijn, waardoor het oppervlak van de mondschijf een "fijn kralen" uiterlijk heeft. Ze zijn gerangschikt in onregelmatige radiale secties, meer aan de rand van de schijf dan in het midden. De tentakels dragen stekende netelcellen (nematocyten) op de buitenste helft van het ectoderm (buitenste laag). De tentakels kunnen ondoorzichtig wit of rood zijn, met vlekken van verschillende kleuren zoals geel, bruin en roze op de uiteinden, hoewel wit vaker voorkomt aan de rand. De individuele tentakels kunnen zich niet terugtrekken; de schijf als geheel kan echter bijna volledig worden ingetrokken.

## Verspreiding
A. elegans bewoont de tropische Atlantische Oceaan, van de Caraïbische Zee tot Brazilië. Hoewel voorheen alleen bekend uit de westelijke Atlantische Oceaan, werden in 2004 en in 2006 populaties ontdekt in de oostelijke Atlantische Oceaan in respectievelijk Sao Tomé en Principe, de eerste vermeldingen van deze soort in dit gebied.